# 才木浩人
才木 浩人（さいき ひろと、1998年11月7日 - ）は、兵庫県神戸市西区出身のプロ野球選手（投手）。右投右打。阪神タイガース所属。

## 経歴

### プロ入り前
小学1年生から枝吉パワーズで捕手として野球を始める。神戸市立王塚台中学校時代は軟式野球部へ所属。2年生の秋から投手へ転向したが、野球の名門校や私立高校から入学を誘われなかったことから、実兄の母校でもある神戸市立須磨翔風高等学校へ推薦入試で進んだ。
須磨翔風高校では、神戸市の中学校野球大会で優勝や準優勝を経験した投手が同期にいたにもかかわらず、1年時の秋からいち早くベンチ入り。2年時の春には、エースとしてチームを兵庫県大会準決勝進出へ導いた。全国大会とは無縁であったが、最速148 km/hに達するストレートを武器に活躍したことから、「公立の星」としてNPBのみならずMLB球団のスカウトからも注目された。また、エースとして活躍するかたわら、学級委員長も務めた
2016年10月20日に行われたドラフト会議では、地元の阪神タイガースから3位指名を受け、契約金5000万円、年俸600万円（金額は推定）という条件で入団した。背番号は35。

### 阪神時代
2017年は、4月27日の対オリックス・バファローズ戦（阪神鳴尾浜球場）を皮切りに、ウエスタン・リーグ公式戦14試合に登板。1勝5敗、防御率4.88ながら、主に先発投手として実戦経験を積んだ。レギュラーシーズン終盤の10月5日には、対中日ドラゴンズ戦（阪神甲子園球場）で救援投手として一軍デビュー。1回を1安打無失点に抑え、プロ初ホールドを記録した。最終的に、一軍公式戦では通算で2試合に登板し、いずれも無失点でシーズンを終えた。
2018年は、一軍の沖縄春季キャンプへ参加。参加メンバーでは最年少（19歳）だったが、キャンプ期間中の実戦やオープン戦で好投を続けた。一時は一軍の開幕ローテーション入りを見込まれていたが、開幕後しばらく二軍で先発要員として調整していたため、一軍公式戦でのシーズン初登板は5月9日の対読売ジャイアンツ戦（東京ドーム）での救援登板となった。その後、5月20日の対中日戦（ナゴヤドーム）で一軍公式戦に初先発。5回まで松坂大輔と投げ合ったが、12安打5失点という内容で初黒星を喫した。19歳6か月で迎えた5月27日の対巨人戦（甲子園）で再び先発すると、6回を2安打7奪三振無失点という内容で初勝利を挙げた。10代の阪神の投手が一軍公式戦の初勝利を巨人戦での先発で挙げた事例は、球団史上初めてであった。チーム事情から救援要員として帯同していた6月30日の対東京ヤクルトスワローズ戦（明治神宮野球場）では、先発の岩貞祐太が1回裏に2番打者・青木宣親への危険球によって退場処分を受けたことから、無死一・二塁の局面で緊急登板。登板の直後に内野ゴロで1点を失ったものの、6回までを自責点0に抑え、シーズン2勝目を挙げた。その後も、チーム事情に応じて先発・救援の両方で起用。セットアッパーの藤川球児が戦線を離脱した9月下旬には、藤川に代わってセットアッパーを務めた。最終的に、一軍公式戦では通算22試合の登板で、6勝10敗1ホールド、防御率4.61を記録。シーズン終了後の契約交渉では、推定年俸1500万円（前年から900万円増）という条件で契約を更改した。
2019年は、前年に続いて、春季キャンプから先発候補として一軍に帯同。キャンプ中の実戦から調子が上がらなかったため、オープン戦の途中からは二軍での調整を余儀なくされた。4月24日から一軍へ復帰すると、同日の対横浜DeNAベイスターズ戦（横浜スタジアム）でシーズン初勝利を挙げたことを皮切りに、2試合の先発登板でいずれも勝利。5月12日の対中日戦（甲子園）でシーズン3試合目の先発登板に臨んだが、5回を投げて8安打5失点という乱調で、翌13日に出場選手登録を抹消された。さらに、抹消直後の5月19日にウエスタン・リーグの対広島東洋カープ戦（広島東洋カープ由宇練習場）で先発したところ、先頭打者の小園海斗を6球で凡退させた直後に、右肘の違和感を訴えて緊急降板。以降は実戦から離れるとともに、右肘の治療とリハビリに専念した。結局、一軍公式戦の登板は3試合のみで、シーズン終了後の11月13日に推定年俸1300万円（前年から200万円減）という条件で契約を更改した。
2020年は、一軍登板がなく、11月に右肘内側側副靱帯再建術（トミー・ジョン手術）および右肘関節鏡視下滑膜切除術を受けた。12月8日、育成選手として契約した。背番号は121。
2021年は、一軍・二軍とも登板はなく、シーズンオフに280万円減の推定年俸700万円で契約を更改した。
2022年は、2月12日に行われた四国銀行との練習試合で1年半ぶりに実戦登板に復帰。その後も実戦登板を重ね、4月12日の二軍戦では150 km/hを記録。ウエスタン・リーグで、5試合の登板で0勝1敗、防御率はリーグ3位となる2.95の成績を残し、5月4日に支配下選手登録された。背番号は育成契約前と同じ35。5月26日の対広島二軍戦（鳴尾浜）では、プロ入り後初の公式戦完封勝利を挙げるなど万全をアピールした。
同年7月3日、支配下復帰後初となる一軍昇格。同日の対中日14回戦（バンテリンドームナゴヤ）で2019年5月12日の対中日戦（甲子園）以来となる1148日ぶりの一軍マウンドに上がると、最速153 kmの直球を軸に5回を5安打、無四死球、5奪三振、無失点の好投で、同年5月1日の対広島戦（甲子園）以来1159日ぶりの再帰星となる復活勝利を挙げた。出身地の兵庫県神戸市から来場した両親も見守るヒーローインタビュー中には、リハビリ期間中に支えてくれた人達への感謝の気持ちなどを語り、感極まり涙する場面もあった。7月30日にはホームである甲子園で勝利して1186日ぶりとなるホームでの勝利を記録。レギュラーシーズン最終戦となった10月2日、最後の投手として登板、控え野手も使い切っていたため、1人でも退場者が出ると没収試合となる厳しい状況の中、延長の3回を投げ切った。
2023年は、春季キャンプ中の紅白戦・練習試合から好投を続け、岡田彰布新監督へのアピールに成功。3月6日に行われた2023 ワールド・ベースボール・クラシック日本代表との公式強化試合（京セラドーム大阪）では、先発投手として4回を投げ、大谷翔平と2打席対戦して1打席目は三振に打ち取るも、2打席目には決め球のフォークを捉えられ、バックスクリーンまで運ばれる3点本塁打を被弾し、敗戦投手となった。しかし、この試合をきっかけにフォークの改良に手応えを得ると、シーズン初登板となった4月2日の対横浜戦（京セラドーム大阪）では6回1/3を4安打8奪三振の好投で1失点に抑え、シーズン初勝利を挙げた。その後、4月16日の対横浜戦（横浜スタジアム）から3登板連続で敗戦投手となり、一時は二軍降格となるも、5月21日に一軍に再昇格。同日の対広島戦（甲子園）でシーズン2勝目を挙げると、5月28日の対巨人戦（甲子園）では開幕後自己最長となる7回3分の2を投げ、3安打10奪三振1失点の好投で、2登板連続で勝ち星を挙げるとともに、チームの8連勝に大きく貢献した。そのまま交流戦に入ると更に調子を上げ、続く6月4日の対千葉ロッテマリーンズ戦（甲子園）で、9回3安打12奪三振無失点のシーズン初完封で佐々木朗希との投げ合いを制すと、6月11日の対北海道日本ハムファイターズ戦（エスコンフィールドHOKKAIDO）では7回無失点（5勝目）、6月18日の対福岡ソフトバンクホークス戦（甲子園）では5回無失点（勝敗付かず）と先発した3試合全てを無失点で終え、史上4人目となる交流戦防御率0.00を達成した。しかし交流戦を終えると調子を落とし、7月27日の対巨人戦で4回2/3を投げて自己ワーストとなる7失点（自責点3）で5敗目を喫すると、翌28日に登録を抹消された。その後、約2週間の調整を経ての復帰登板となった8月10日の対巨人戦で7回1/3を8安打2失点と好投し、前述6月11日の対日本ハム戦以来約2か月ぶりとなる6勝目を手にした。直後に腰の張りで再度抹消となり、8月はこの1試合のみの登板となったが、復帰した9月は3試合に先発し、防御率0.39を記録。9月14日には、阪神18年ぶりのリーグ優勝がかかった対巨人戦（甲子園）で7回3安打1失点と好投し、見事に大役を務め上げた。同24日の対中日戦（バンテリンドーム）では10回130球無失点の熱投を見せるも、味方打線も0点に抑え込まれて引き分けに終わったため、2度目の完封勝利とはならなかった。この年は、最終的に19試合に登板し、計4度の登録抹消が響いて規定投球回にこそ届かなかったものの、118回2/3を投げて8勝5敗1ホールド、防御率1.82の好成績を残した。クライマックスシリーズファイナルステージでは4戦目に先発予定も、チームが3連勝で日本シリーズ進出を決めたため、登板機会に恵まれなかった。オリックスとの日本シリーズでは、1勝2敗で迎えた第4戦で先発を任され、5回1失点の好投で勝利に貢献した（勝利投手は岩崎優）。
2024年は、春季キャンプやオープン戦から順調な調整を続けて開幕ローテーション入りを果たすと、3月31日の巨人との開幕カード3戦目（東京ドーム）でシーズン初登板初先発。3回の打席で指を痛めて感覚を失うアクシデントがあり、以降は制球に苦しむも、2度満塁のピンチを凌ぐなど6回無失点と粘投。勝敗は付かなかったが、チームのシーズン公式戦初勝利に貢献した。その後3試合目の先発登板となった4月14日の対中日戦（バンテリンドーム）で、7回4安打1失点でシーズン初勝利を挙げた。続く4月21日の中日戦（甲子園）でも雨が降りしきる中で7回3安打無失点と好投すると、その直後に降雨コールドゲームとなり、シーズン初完封を記録した。5月は12日の対横浜戦（横浜スタジアム）で9回4安打無失点の完封勝利でチームの1点を守り抜くなど、4試合で3勝無敗、防御率1.32の活躍で球団選定月間最優秀選手に選出された。交流戦では初登板となった6月2日の対ロッテ戦（ZOZOマリンスタジアム）で9回6安打無四球無失点と、自身初となる無四球完封勝利で再び1点を守り切り、ロッテの11連勝とチームの5連敗を同時に止めてみせた。シーズン2度の1-0完封は球団では2014年のランディ・メッセンジャー以来10年ぶり、日本人に限ると1974年の古沢憲司以来50年ぶり、敵地で2度達成は1969年の江夏豊以来55年ぶりの記録であった。6月9日の対埼玉西武ライオンズ戦（甲子園）では8回一死まで被安打0に抑える快投を披露し、8回1安打無失点で7勝目を挙げた。続く6月16日の対ソフトバンク戦（みずほPayPayドーム）は史上初となる2年連続交流戦防御率0.00の新記録達成をかけて臨んだ登板となったが、6回まで無失点に抑えていたものの最終イニングとなった7回に近藤健介にソロ本塁打を被弾し、惜しくも記録達成を逃した。それでも7回5安打1失点9奪三振の好投で8勝目を挙げた。最終的な交流戦成績は3戦3勝、24イニングで防御率0.38となり、交流戦優秀選手賞を受賞した。交流戦が終わると、それまでの抜群の安定感が評価され、日曜日から相手チームのエース格と投げ合うことの多い週頭の火曜日へとローテーションが変更になった。この影響もありなかなか味方打線の援護が得られない登板が続き、交流戦後初先発となった6月25日の対中日戦から7月16日の対巨人戦までの4試合、全てでハイクオリティ・スタート（7回以上を投げて自責点2以内）を達成しながら勝利から遠ざかった。ファン投票1位で初めて選出されたオールスターゲームでは、初戦に先発し2回1失点で勝利投手となった。7月30日の対巨人戦（甲子園）で6回1/3を3安打1失点（自責0）で公式戦5試合ぶりの勝利を挙げ、自己最多となる9勝目を記録した。8月に入ると、6日の対ヤクルト戦（神宮）でシーズンワーストの10安打を打たれ6回4失点、13日の対巨人戦（東京ドーム）では5回5失点と2試合続けて精彩を欠くなどやや調子を落とすも、8月20日の対ヤクルト戦（京セラドーム大阪）では7回3安打無失点の好投で10勝目を挙げ、自身初となる2桁勝利を達成した。この試合の第2打席では、相手先発吉村貢司郎から二塁打を放ち、プロ初長打も記録した。9月7日のヤクルト戦（神宮）で、6回無失点で12勝目を挙げるとともに、プロ入り後初めて規定投球回に到達した。またこれが才木にとって同球場での先発初勝利でもあった。同年は25試合に先発し、チームトップの167回2/3を投げ、13勝3敗、防御率1.83を記録。12月20日、7000万円増となる推定年俸1億2000万円で契約を更改し、球団には将来的なメジャー挑戦の希望を伝えた。
2025年、3月16日に東京ドームで行われたMLB開幕戦プレシーズンゲームのロサンゼルス・ドジャース戦で先発登板。前年のワールドシリーズを制覇したチャンピオンチームを相手に5回1安打無失点7奪三振の快投を披露し、勝利投手となった。シーズンに入ると、初先発となった4月1日の対横浜戦（京セラドーム大阪）で6回途中4失点で敗戦投手、続く4月8日ヤクルト戦（甲子園）では8回1失点と力投するも味方の援護なく敗れ、開幕2連敗となった。しかし3度目の登板となった4月15日の対ヤクルト戦（坊っちゃんスタジアム）で7回2安打無失点の好投でシーズン初勝利を挙げた。

## 選手としての特徴
| 球種       | 配分 % | 平均球速 km/h |
| ---------- | ------ | ------------- |
| ストレート | 57.8   | 149.3         |
| フォーク   | 23.1   | 135.0         |
| スライダー | 13.6   | 135.3         |
| カーブ     | 5.5    | 115.4         |

肩の可動域が広く、しなやかなオーバースローが特徴。
奪三振能力に長けており、最速157km/hの速球に加えてフォーク、スライダーを軸とした本格派。時折カーブを交えており、プロ入り後は新たにカットボールの習得を試みている。
フォーシームの平均回転数は、NPB平均を超える約2,600rpm。2024年プレミア12の台湾戦では2600台後半〜2700台前半を計測するなど、スピン量が非常に多い。
阪神入団時の一軍監督・金本知憲からは、ストレートについて「インハイ（内角高め）のストレートはなかなか前に飛ばせない」と評価されていた。杉下茂からは、「こぢんまりとせず大きな動きでフォークを投げている」というお墨付きを得ている。
下柳剛は、トミー・ジョン手術を経て2022年頃に球が速くなったと評しており、川上憲伸も抜ける球が少なくなって安定感が出たとそこに補足している。

## 人物
目標の投手には藤浪晋太郎を挙げている。
中学3年生の冬に地元の野球教室で能見篤史から指導を受けた際に、「投球フォームがきれい」と称賛された。才木が私立高校から入学を誘われなかったことや、公立高校を受験することを能見へ打ち明けると、「この先に見返してやればいいんだ。スカウトに言っておくよ」と励まされたという。
新垣結衣の大ファンであり、プロ野球選手として一軍で活躍した暁には番組などで新垣と共演することを熱望している。

## 詳細情報

### 年度別投手成績
| 年 度     | 球 団     | 登 板 | 先 発 | 完 投 | 完 封 | 無 四 球 | 勝 利 | 敗 戦 | セ 丨 ブ | ホ 丨 ル ド | 勝 率 | 打 者 | 投 球 回 | 被 安 打 | 被 本 塁 打 | 与 四 球 | 敬 遠 | 与 死 球 | 奪 三 振 | 暴 投 | ボ 丨 ク | 失 点 | 自 責 点 | 防 御 率 | W H I P |
| --------- | --------- | ----- | ----- | ----- | ----- | -------- | ----- | ----- | -------- | ----------- | ----- | ----- | -------- | -------- | ----------- | -------- | ----- | -------- | -------- | ----- | -------- | ----- | -------- | -------- | ------- |
| 2017      | 阪神      | 2     | 0     | 0     | 0     | 0        | 0     | 0     | 0        | 1           | ----  | 13    | 2.2      | 2        | 0           | 3        | 0     | 0        | 3        | 0     | 0        | 0     | 0        | 0.00     | 1.88    |
| 2018      | 阪神      | 22    | 14    | 0     | 0     | 0        | 6     | 10    | 0        | 1           | .375  | 368   | 82.0     | 81       | 12          | 38       | 0     | 5        | 85       | 5     | 0        | 46    | 42       | 4.61     | 1.45    |
| 2019      | 阪神      | 3     | 3     | 0     | 0     | 0        | 2     | 1     | 0        | 0           | .667  | 70    | 15.1     | 20       | 0           | 5        | 0     | 0        | 14       | 0     | 0        | 8     | 8        | 4.70     | 1.63    |
| 2022      | 阪神      | 9     | 8     | 1     | 1     | 0        | 4     | 1     | 0        | 0           | .800  | 186   | 47.0     | 40       | 4           | 11       | 1     | 0        | 43       | 0     | 0        | 10    | 8        | 1.53     | 1.09    |
| 2023      | 阪神      | 19    | 18    | 1     | 1     | 0        | 8     | 5     | 0        | 1           | .615  | 473   | 118.2    | 88       | 8           | 36       | 1     | 2        | 107      | 3     | 0        | 29    | 24       | 1.82     | 1.04    |
| 2024      | 阪神      | 25    | 25    | 4     | 3     | 1        | 13    | 3     | 0        | 0           | .813  | 671   | 167.2    | 140      | 4           | 38       | 2     | 0        | 137      | 4     | 0        | 35    | 34       | 1.83     | 1.06    |
| 通算：6年 | 通算：6年 | 80    | 68    | 6     | 5     | 1        | 33    | 20    | 0        | 3           | .623  | 1781  | 433.1    | 371      | 28          | 131      | 4     | 7        | 389      | 12    | 0        | 128   | 116      | 2.41     | 1.16    |

- 2024年度シーズン終了時
- 各年度の太字はリーグ最高

### 年度別投手（先発）成績所属リーグ内順位
| 年 度 | 年 齢 | リ ｜ グ   | 完 投 | 完 封 | 勝 利 | 勝 率 | 投 球 回 | 奪 三 振 | 防 御 率 |
| ----- | ----- | ---------- | ----- | ----- | ----- | ----- | -------- | -------- | -------- |
| 2017  | 19    | セ・リーグ | -     | -     | -     | -     | -        | -        | -        |
| 2018  | 20    | セ・リーグ | -     | -     | -     | -     | -        | -        | -        |
| 2019  | 21    | セ・リーグ | -     | -     | -     | -     | -        | -        | -        |
| 2022  | 24    | セ・リーグ | -     | 8位   | -     | -     | -        | -        | -        |
| 2023  | 25    | セ・リーグ | -     | 7位   | -     | -     | -        | -        | -        |
| 2024  | 26    | セ・リーグ | 1位   | 1位   | 2位   | 2位   | 3位      | 3位      | 3位      |

- - は10位未満（防御率における規定投球回未達も - と表記）
- 太字は規定投球回到達年度

### 年度別守備成績
| 年 度 | 球 団 | 投手  | 投手  | 投手  | 投手  | 投手  | 投手     |
| 年 度 | 球 団 | 試 合 | 刺 殺 | 補 殺 | 失 策 | 併 殺 | 守 備 率 |
| ----- | ----- | ----- | ----- | ----- | ----- | ----- | -------- |
| 2017  | 阪神  | 2     | 0     | 0     | 0     | 0     | ----     |
| 2018  | 阪神  | 22    | 5     | 12    | 0     | 1     | 1.000    |
| 2019  | 阪神  | 3     | 1     | 2     | 0     | 0     | 1.000    |
| 2022  | 阪神  | 9     | 0     | 3     | 0     | 0     | 1.000    |
| 2023  | 阪神  | 19    | 8     | 10    | 1     | 0     | .947     |
| 2024  | 阪神  | 25    | 13    | 18    | 1     | 1     | .969     |
| 通算  | 通算  | 80    | 27    | 45    | 2     | 1     | .973     |

- 2024年度シーズン終了時
- 各年度の太字はリーグ最高

### 表彰
- セ・パ交流戦 日本生命 優秀選手賞（2024年）
- 阪神タイガースDIDアワード：2回（2023年6月[92]、2024年6月[93]）

### 記録
初記録
投手記録
- 初登板・初ホールド：2017年10月5日、対中日ドラゴンズ24回戦（阪神甲子園球場）、8回表に3番手で救援登板、1回無失点
- 初奪三振：同上、8回表に友永翔太から空振り三振
- 初先発登板：2018年5月20日、対中日ドラゴンズ11回戦（ナゴヤドーム）、5回5失点で敗戦投手
- 初勝利・初先発勝利：2018年5月27日、対読売ジャイアンツ12回戦（阪神甲子園球場）、6回無失点[94]
- 初完投勝利・初完封勝利：2022年9月1日、対広島東洋カープ21回戦（阪神甲子園球場）、6回無失点 ※降雨コールド[95]

打撃記録
- 初打席：2018年5月20日、対中日ドラゴンズ11回戦（ナゴヤドーム）、3回表に松坂大輔から死球
- 初安打：2018年8月1日、対中日ドラゴンズ15回戦（ナゴヤドーム）、2回表に松坂大輔から右前安打
- 初打点：2018年8月22日、対中日ドラゴンズ17回戦（ナゴヤドーム）、2回表に小熊凌祐から遊撃ゴロの間に記録

その他の記録
- オールスターゲーム出場：1回（2024年）

### 背番号
- 35（2017年[9] - 2020年、2022年5月4日[35] - ）
- 121（2021年[30] - 2022年5月3日）

### 代表歴
- 2024 WBSCプレミア12 日本代表